# Internet en Russie

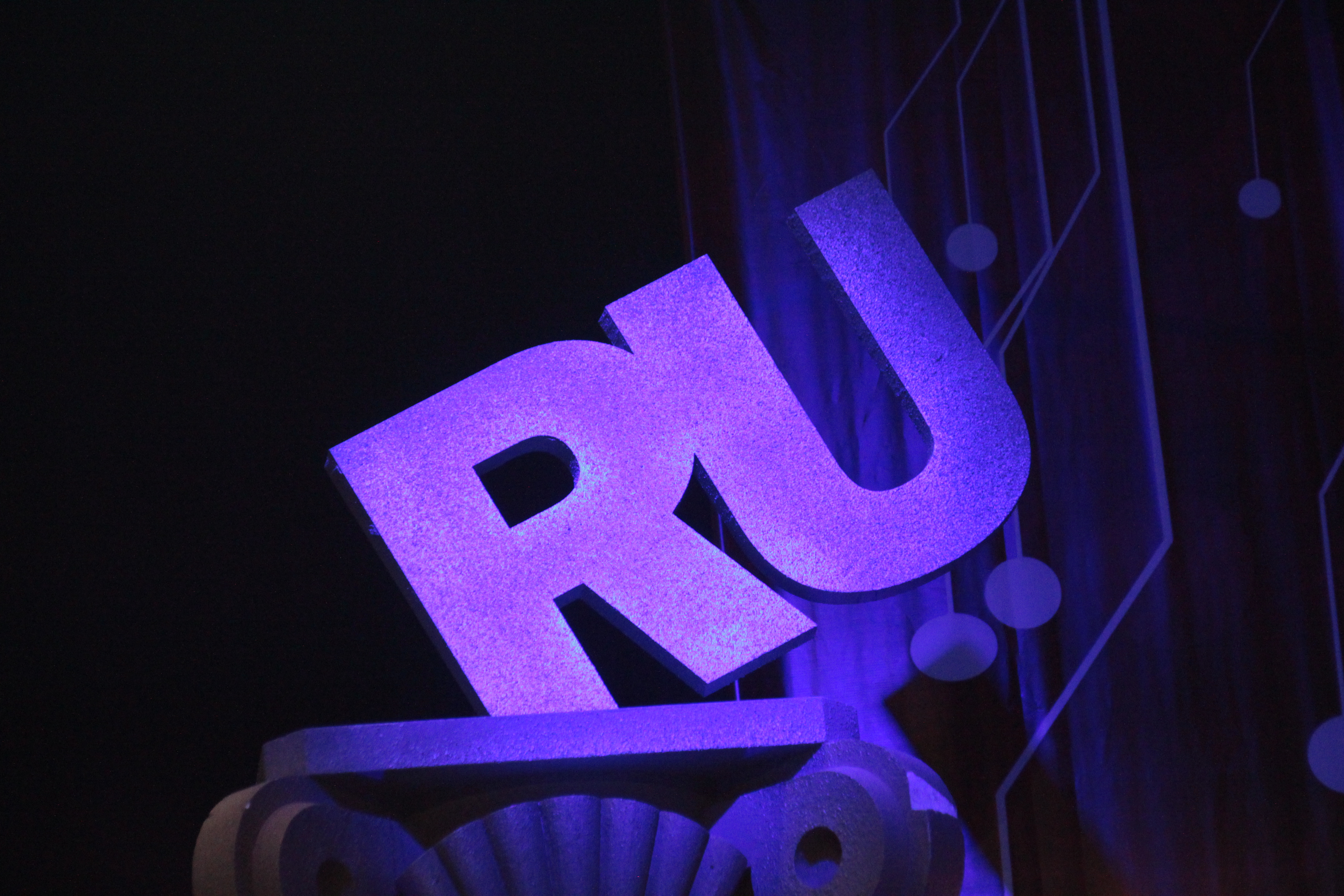
Logo Runet, symbole des principaux sites fréquentés par les internautes russes.

Internet en Russie est utilisé en 2018 par environ 80 % de la population.
La communauté russophone sur Internet et les sites Web est appelée Runet.

## Historique

### Premiers essais

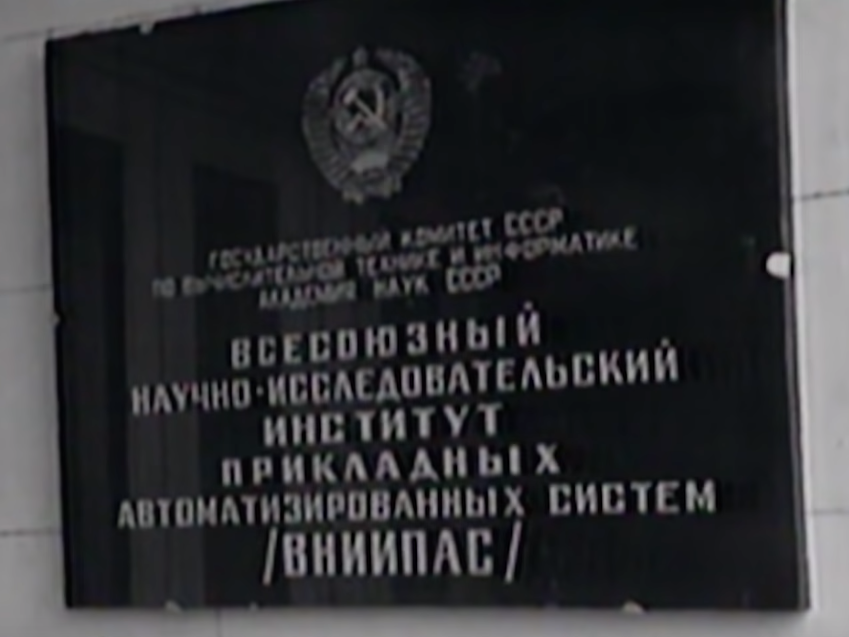
Plaque du VNIIPAS filmée en 1988 par Anatole Klyosov.

Rétrospectivement, on peut faire remonter les premiers réseaux de données en langue russe à l'utilisation du courrier et au journalisme en Russie. Les transferts d'informations s'appuient alors sur le télégraphe et la radio. En 1837, la nouvelle de science fiction 4338-й год: Петербургские письма (L'An 4338 : Lettres de Pétersbourg) du philosophe russe Vladimir Odoevsky, prédit un monde de maisons connectées par des télégraphes magnétiques qui permettent à des personnes vivant éloignées les unes des autres de communiquer, et des journaux domestiques ayant remplacé la correspondance classique, contenant des informations au sujet de la santé des hôtes, les nouvelles des proches, diverses réflexions et commentaires, des petites inventions et des invitations.
Les premiers systèmes informatiques se sont fait connaître en URSS durant les années 1950. À partir de 1952, les travaux sont menés par l'Institut de mécanique de précision et d'informatique moscovite, dirigé par Sergueï Lebedev, sur un systèmes de défense antimissile automatique utilisant un réseau d'ordinateurs qui calculait des données radar sur des missiles de test grâce au M-40, une machine centrale, échangeant des informations avec des terminaux plus petits distants de 100 à 200 km. Les scientifiques s'appuient sur différents sites dans toute l'URSS pour leurs travaux, le plus grand étant Sary Chagan, un site de tests à l'ouest du lac Balkhach. Au même moment, des radioamateurs procédaient à des connexions en pair-à-pair (P2P) avec leurs camarades du monde entier en utilisant des codes de données. En 1972, l'Express, un vaste réseau de données automatisé, est lancé pour satisfaire les besoins du chemin de fer russe.
Le OGAS (russe : Общегосударственная автоматизированная система учёта и обработки информации, "ОГАС", « Système national automatisé de calcul et de traitement de l'information ») fut un projet soviétique visant à créer un réseau informatique national. Le projet commença en 1962, mais ne reçut pas le financement nécessaire en 1970.
À partir du début des années 1980, l'Institut de Recherche et de Sciences des Systèmes Automatisés Appliqués d’URSS (VNIIPAS) travaille sur l'implémentation de connexions de données en utilisant le protocole de télécommunication X.25 pour créer l'Academset couvrant toute l'URSS. En 1982, un test de connexion soviétique à l'Autriche est réalisé.
En 1982, il n'existe en Union des républiques socialistes soviétiques qu'un seul ordinateur relié au monde extérieur par un modem, situé dans les locaux extrêmement sécurisé de l’Institut de recherche en informatique (VNIIPAS), dans le centre-ville de Moscou.
En 1982 et 1983, une série de conférences d'envergure mondiale sur l'informatique au VNIIPAS est initié par l'Organisation des Nations Unies où l'URSS est représentée par une équipe de scientifiques de nombreuses républiques soviétiques et dirigée par le biochimiste Anatoly Klyosov. Les autres pays participants sont le Royaume-Uni, les États-Unis, le Canada, la Suède, l'Allemagne de l'Ouest, l'Allemagne de l'Est, l'Italie, la Finlande, les Philippines, le Guatamela, le Japon, la Thaïlande, le Luxembourg, le Danemark, le Brésil et la Nouvelle-Zélande.
En 1983, le San Francisco Moscow Teleport (SFMT) est lancé par le VNIIPAS et une équipe américaine composée de Joel Schatz, Michael Kleeman et Chet Watson avec le soutien financier initial de Henry Dakin. Le SFMT fournit un service de courriel grâce à la plateforme PeaceNet et une prise en charge multilingue. Elle permettait également la transmission d'images vidéo à balayage lent entre les deux pays, ce qui a permis à des médecins de l'Université de Californie à Los Angeles (UCLA) dont Bob Gale de soigner des patients exposés à la catastrophe nucléaire de Tchernobyl. Ces projets sont à l'origine d'une entreprise commerciale de fournisseur de téléphonie et de données Sovam Teleport dans la fin des années 1980. Le 1er avril 1984, un canular est diffusé sur le réseau Usenet à propos de Kremvax, un soi-disant site du Kremlin. Dès 1988, on rapporte des connexions Internet spontanées (UUCP et telnet) depuis des foyers soviétiques par X.25. En 1990, GlasNet, une initiative non commerciale de l'Association pour le progrès des communications américaine, finance l'utilisation d'Internet pour plusieurs projets éducatifs en Union soviétique grâce à Sovam.

### Usage de masse

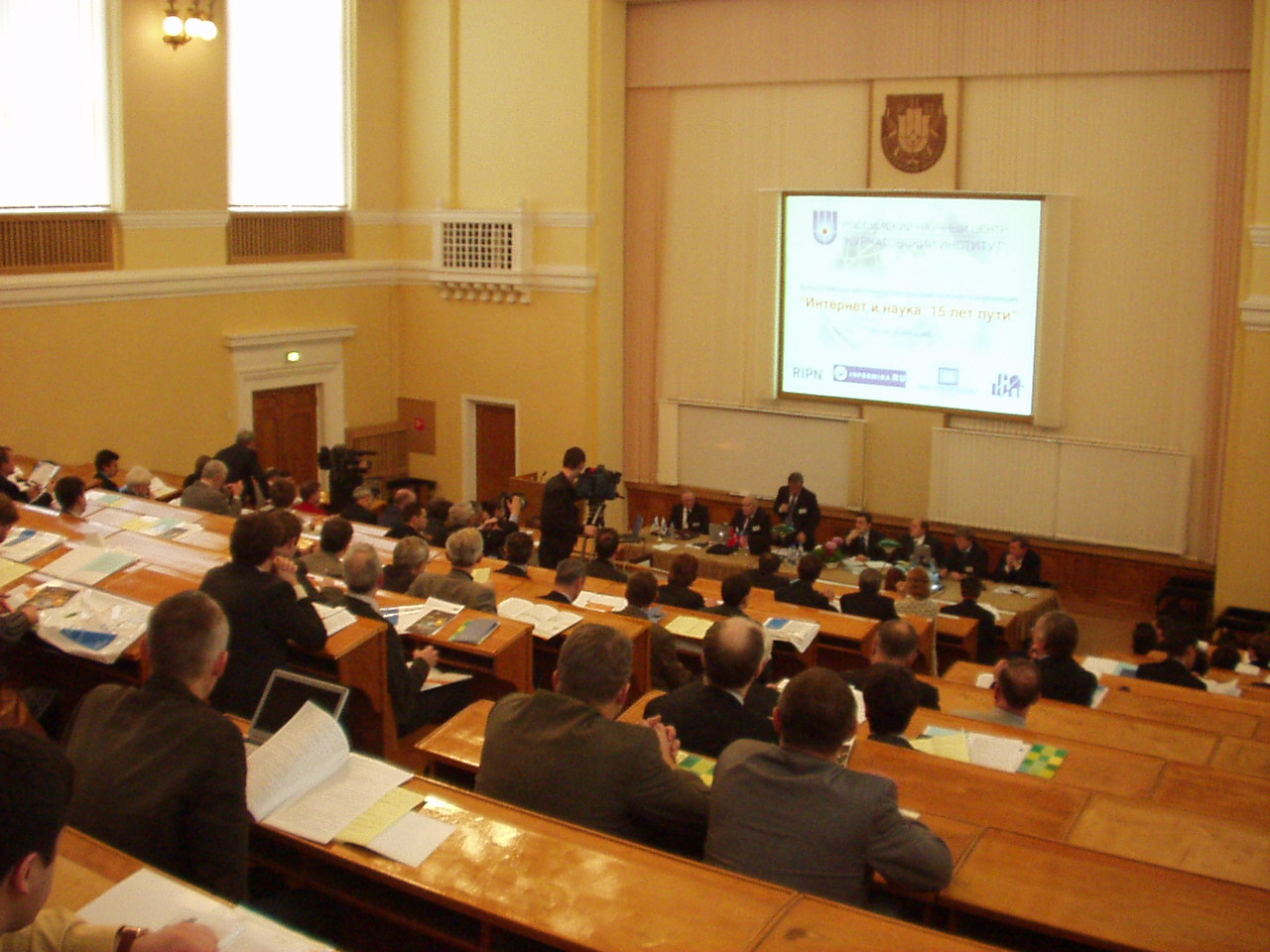
Conférence « Internet et la Science : 15 ans ensemble » à l'institut Kourtchatov le 10 novembre 2005.

Entre 1990 et 1991, le réseau Relcom s'est étendu très rapidement. Ce réseau est fondé par Alexeï Soldatov, un ingénieur de l'Institut Kourchatov de recherche nucléaire ayant obtenu de sa hiérarchie l'utilisation d'une ligne téléphonique internationale automatique, système qui était d'ordinaire réservé à la haute Nomenklatura. Soldatov connecte à cette ligne une première passerelle vers Helsinki qu'il surnomme Kremvax, un clin d'oeil au canular de 1988. Rapidement, Relcom compte plusieurs centaines d'abonnés répartis dans toute l'Union Soviétique et devient dès 1990 le gestionnaire du TLD de l'Union Soviétique, le .su. Relcom a rejoint EUnet et est utilisé pour diffuser à l'échelle mondiale des informations à propos de la tentative de coup d'État de Moscou, alors que les putschistes tentaient dans le même temps de supprimer les informations dans les médias de masses à l'aide du KGB,. Après la dislocation de l'URSS, beaucoup de structures contrôlées par l'État soviétique sont transférées à la fédération de Russie, et parmi elles, les vastes réseaux téléphoniques. Avec la transformation de l'économie, les industries des télécommunications fondées sur le modèle de l'économie de marché se sont développées rapidement ; divers fournisseurs d'accès à Internet sont apparus.
Dans le même temps, le premier nœud russe FidoNet a démarré en octobre 1990 à Novosibirsk, et l'URSS a été incluse dans la région 50 de FidoNet. L'activité russe sur FidoNet contribue au développement du Runet, alors que la mise en réseau de masse s'appuie sur les « Bulletin board systems » (BBS), bien plus populaires qu'Internet pendant un temps, au début des années 1990.
En mars 1991, la Fondation nationale pour la science commence à permettre aux pays du Bloc de l'Est à se connecter au réseau global TCP/IP, c'est-à-dire à Internet, à proprement parler.
Au milieu des années 1990, les réseaux informatiques apparaissent dans de nombreuses branches de la vie quotidienne et du commerce dans les États post-soviétiques ; TCP/IP remplace UUCP. Internet devient un moyen de communication populaire pour tous les locuteurs du russe du monde entier. Les réseaux nationaux, les fameux nets, des anciennes républiques soviétiques commencent à apparaître : Uznet, Kaznet et d'autres. Sovam Teleport fournit des connexions Swift aux banques au début des années 1990.
En octobre 2007, le premier vice-président du gouvernement Dmitry Medvedev annonce que toutes les écoles en Russie (environ 59 000) sont connectées à Internet, mais il est fait publiquement état de problèmes avec un des prestataires de service. En décembre 2007, à la suite de l'affaire Ponosov liée à l'usage de logiciels Microsoft sans licence dans une école russe. Des tests de déploiement dans des écoles du kraï de Perm, au Tatarstan et dans l'oblast de Tomsk sont annoncés afin de déterminer la faisabilité d'implémenter des solutions basées sur une distribution russe de Linux pour l'éducation dans d'autres régions du pays. Durant les années suivantes, les résultats sont jugés positifs, mais de nouveaux problèmes organisationnels sont apparus, notamment des zones d'ombres sur la distribution des fonds attribués par l'État. Par la suite, il n'y a pas eu d'usage massif de Linux dans les écoles russes, mais la seconde moitié de l'année 2010 a vu des institutions liées à l'État et des entreprises commencer à implémenter massivement Astra Linux au lieu de Microsoft Windows, arguant que Windows n'est pas un logiciel sûr et pourrait être utilisé pour sanctionner la Russie.
Depuis 2009, le site « Services de l'État » (Госуслуги) est devenu un site de référence en ligne pour fournir des services numériques de l'État pour les citoyens russes. Un passeport de la Fédération de Russie est nécessaire pour s'inscrire. Plus de 100 millions d'utilisateurs sont inscrits en 2019, soit environ 70 % de la population russe.
Selon les statistiques du Conseil Européen, dans la seconde moitié de 2012, le nombre de personnes ayant souscrit à une connexion en FTTH (fibre jusqu'à l'habitation) en Russie a augmenté de 2,2 millions de personnes, soit davantage que les 27 pays de l'Union Européenne réunis. Le nombre total de foyers avec une connexion FTTH était de 7,5 millions. En 2012, cela signifie que plus de 40 % des utilisateurs d'une connexion fixe haut-débit étaient connectés par la fibre optique.
La Russie est parvenue à d'importants progrès sur la connexion haut-débit de ses citoyens. La connexion haut-débit mobile est proche des moyennes des économies avancées (60 abonnements actifs pour 100 habitants). Le taux de pénétration des téléphones mobiles est un des plus élevés au monde. La Russie est un leader mondial dans l'accessibilité financière des connexions fixes haut-débit ; les coûts d'abonnements respectent le critère d'accessibilité financière définie par l'Union internationale des télécommunications, c'est-à-dire qu'il représente moins de 2 % du revenu national brut par habitant. Le débit de connexion moyen à Internet en Russie est de 7,4 Mb/s, soit plus du double de la moyenne mondiale.
Toutefois, la Russie continue de faire face à des défis liés à la fracture numérique, à la connectivité des zones rurales et isolées. La pénétration des connexions fixes haut-débit est très forte à Moscou et faible dans la république tchétchène. Étant donné la taille énorme de la Russie et les différents niveaux de développement, la fracture numérique persiste.

### Contrôle par l'État

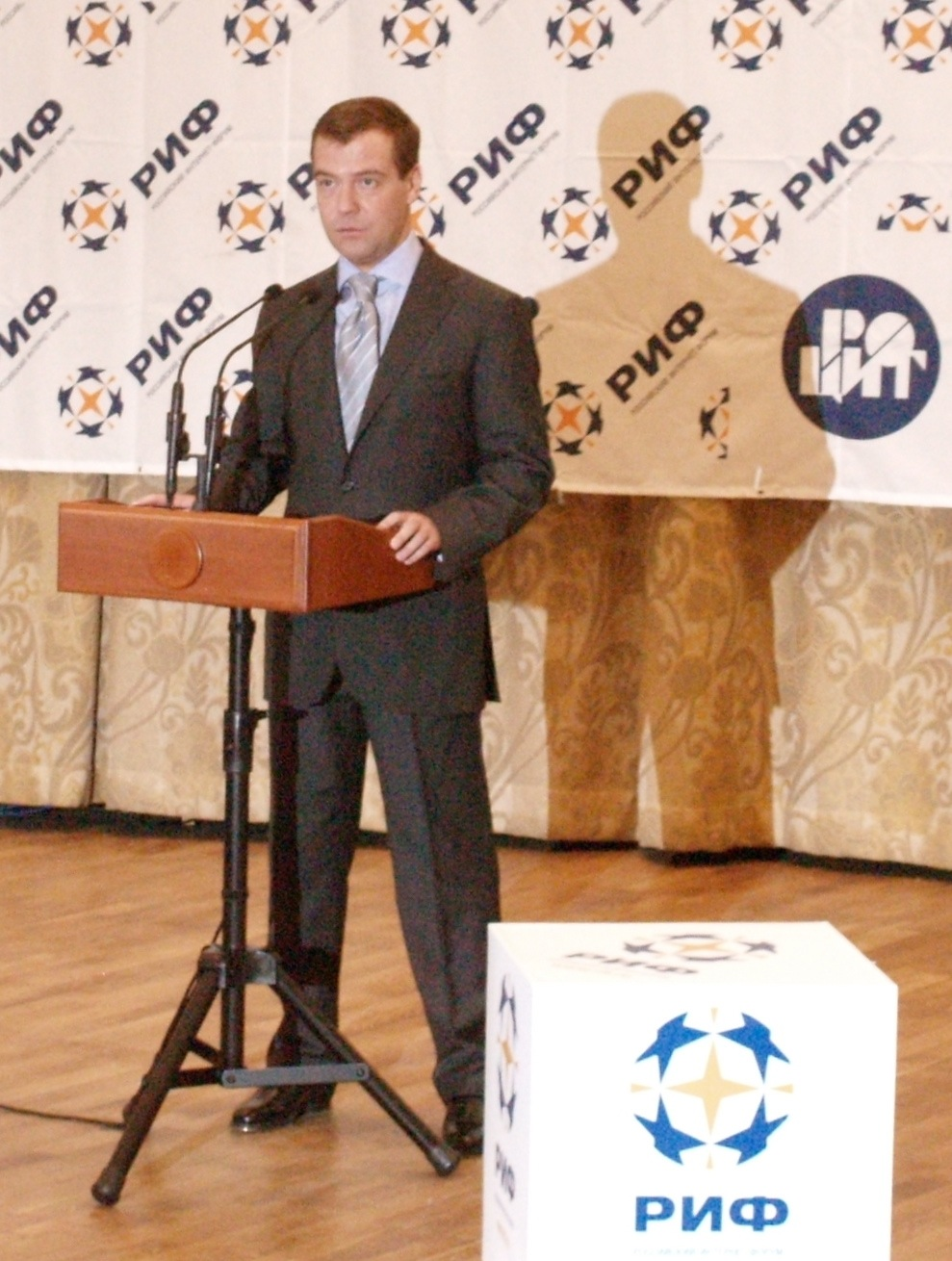
Le président russe Dmitri Medvedev inaugurant le Russian Internet Forum en 2008.

Après le retour de Vladimir Poutine à la présidence de la Fédération de Russie en 2012, une liste noire des sites « nuisibles à la santé et au développement des enfants » est publiée, permettant notamment de s'attaquer à l'homosexualité. Sont également visés les sites jugés « extrémistes » ou concernant les drogues, le suicide ou encore ceux de blogueurs. En 2014, la Douma vote la loi 242-FZ, qui oblige les plateformes à héberger les données des personnes physiques et morales russes sur le territoire de la Fédération. Cette loi est rapidement attaquée par Google, qui refuse de s'y plier et s'acquitte régulièrement d'amendes auprès de la justice russe. En 2015, l'organisme de surveillance Roskomnadzor tente de bloquer Wikipédia en Russie parce que l'encyclopédie hébergeait un article concernant le charas, une drogue ; il renonce finalement à cette action mais ferme l'année suivante le site LinkedIn en Russie pour non-respect de la loi 242-FZ. En 2016, l'ONG Agora recense 116 000 cas d'atteintes à la liberté d'Internet, comprenant des « menaces de violences », des « poursuites criminelles » ou encore la fermeture de sites ; d'ici 2017, ce chiffre est multiplié par huit. La loi russe permet en effet de bloquer des pages Internet ainsi que les adresses IP les hébergeant, ce qui a par exemple conduit à faire clore les sites des opposants Garry Kasparov et Alexeï Navalny. Ces décisions ne viennent pas forcément du pouvoir exécutif russe mais, note l'avocat spécialisé dans le droit d'Internet Sarkis Darwinien « de procureurs régionaux zélés qui agissent en toute opacité sans intrusions particulières ». Des initiatives privées sont également lancées pour appuyer ces décisions : l'oligarque Konstantin Malofeïev finance ainsi la Ligue de l'Internet sans danger afin de façonner un Internet « pur », son directeur Denis Davydov estimant que l'Internet américain veut « imposer l'homosexualité ». L'organisme a par ailleurs obtenu de bloquer dans les écoles le site de l'association militant pour l'Internet libre RosKomSvoboda. Les messageries russes partagent pour leur part sans problème leurs informations avec le FSB, tandis que les sociétés occidentales comme Facebook, Google ou Twitter refusent ; une loi de la Douma est censée les contraindre à stocker les données des utilisateurs russes sur le territoire national mais elle est difficilement appliquée. Mi-2018 doit entrer en vigueur un règlement qui oblige les opérateurs téléphoniques et les compagnies Internet à conserver pendant dix mois les messages et les appels de leurs clients et de les transmettre si besoin à la police, ce qui provoque des critiques. En 2017, Roskomnadzor bloque les pages de VKontakte (le Facebook russe) appelant à une manifestation et dix jours plus tard la messagerie Zello, utilisée par les routiers. Le député Vitaly Milonov (en) a proposé que les réseaux sociaux soient interdits aux mineurs de moins de 14 ans, pour les protéger des « influences nuisibles ».
En 2019, la Douma vote la loi 90-FZ, qui entend doter l'Etat des moyens juridiques et techniques pour contrôler le trafic entrant et sortant du pays. Surnommée loi sur le "Runet souverain", elle entend également permettre la déconnexion du pays "en cas de menace extérieure", ce qui constitue une véritable gageure technique tant le réseau russe est interconnecté avec le reste du monde. De tout l'arsenal juridique de censure numérique mis en place par le gouvernement russe depuis 2012, cette loi est de loin la plus ambitieuse en cela qu'elle entend modifier la structure même du réseau, notamment en exerçant un contrôle sur les routes logiques qui relient entre eux les systèmes autonomes qui composent l'Internet. Dans la nuit du 4 au 5 juillet 2023, la Russie a réalisé un premier test de déconnexion temporaire de l'Internet mondial au profit de son réseau Runet en application de la loi  90-FZ sur l'Internet souverain. La déconnexion prive les russes des services mondiaux comme Wikipédia, elle les aurait aussi privé de certains services publics internes comme celui des chemins de fer russes et provoqué des pannes.

### Conséquences de l'invasion de l'Ukraine en 2022
Après le début de l'invasion de l'Ukraine par la Russie en février 2022, le gouvernement russe a considérablement musclé sa politique de censure. Les derniers médias indépendants sont bloqués, tels que la chaine de télévision en ligne Dojd ou le journal Novaya Gazeta. En parallèle, un certain nombre de plateformes occidentales sont bloquées par Roskomnadzor, à l'image de Facebook.

## Usages
Les Russes sont des utilisateurs assidus des réseaux sociaux, parmi lesquels VKontakte (50 millions d'utilisateurs uniques par mois en 2019) et Odnoklassniki (30 millions) sont les plus populaires. LiveJournal est également un service de blog populaire.

## Statistiques
En septembre 2011, la Russie a surpassé l'Allemagne sur le marché européen quant au nombre de visiteurs uniques en ligne. 
En aout 2024, le russe était la sixième langue la plus utilisée sur le web.
| Année | 2000 | 2001 | 2002 | 2003 | 2004  | 2005  | 2006  | 2007  | 2008  | 2009  | 2010  | 2011  | 2012  | 2013  | 2014  | 2015  | 2016  |
| %     | 1,98 | 2,94 | 4,13 | 8,30 | 12,86 | 15,23 | 18,02 | 24,66 | 26,83 | 29,00 | 43,00 | 49,00 | 63,80 | 67,97 | 70,52 | 73,41 | 76,41 |

En juillet 2018, 114 920 477 personnes (80,86 % de la population totale du pays) sont des internautes.
Selon les données de la Fondation de l'opinion publique, en 2013, 80% des internautes russes vivent en ville.

## Fournisseurs d'accès
En 2015, l'accès à Internet est disponible en Russie pour les entreprises et les foyers russes sous différentes formes : ligne commutée (dial-up), câble, ligne numérique (DSL), fibre optique (FTTH), réseau mobile, sans fil et satellite.
En septembre 2020, la Russie se classe à la 47e position mondiale pour son accès à Internet à très haut débit, avec un débit descendant de 75,91 Mb/s, et à la 88e position pour son réseau mobile avec un débit de 22,83 Mb/s.
Les principaux fournisseurs d'accès à Internet, fixe ou mobile, sont Rostelecom et ses différentes filiales, Beeline, Mobile TeleSystems.

## Communauté
Runet (russe : Рунет), mot-valise de ru (code pour la langue russe et le domaine de premier niveau de la Russie) et net/réseau, est la communauté russophone sur Internet et les sites Web. Le terme Runet a été inventé en Israël au printemps 1997 par un résident israélien et locuteur russe de Bakou en Azerbaïdjan, le blogueur Raffi Aslanbekov (russe : Раффи Асланбеков) également connu en Russie sous le nom de Grand Oncle, auteur de la rubrique en ligne Great Uncle's Thoughts. Runet a été popularisé par les premiers utilisateurs d'Internet et a été inclus dans plusieurs dictionnaires, y compris le dictionnaire d'orthographe de l'Académie des sciences de Russie, édité par V. V. Lopatin en 2001.
Le terme a été utilisé par les médias, les journalistes et les politiciens à plusieurs reprises. Runet n'est pas complètement synonyme de l'Internet en Russie ni des sites Internet en russe, pas même avec l'ensemble des sites dans le TLD.ru, mais se réfère plus précisément à la sphère des sites Internet principalement visités par les utilisateurs russophones, qui font partie de la culture russe contemporaine. De nombreux fonctionnaires du gouvernement russe utilisent activement ce terme comme synonyme d'Internet sur le territoire de la Russie, c'est-à-dire pour l'infrastructure Internet, qui est soumise à la loi russe (y compris les lois russes sur la censure, le droit d'auteur, les lois sur les entreprises, les lois sur la publicité, etc.), mais la communauté russe en ligne ne soutient pas cette utilisation du terme car des millions d'utilisateurs utilisent la langue russe sur Internet alors qu'ils vivent en dehors de la Russie ; le russe est parlé dans de grandes parties de l'Europe de l'Est qui ne font pas partie du territoire russe. Certains fonctionnaires russes croient automatiquement que Wikipédia en russe est basé en Russie en tant qu'entité commerciale et essaient de contrôler le contenu du site Web ou de reproduire un service analogue mais hébergé en Russie.